# شوسي كودا
شوسي كودا (香田 証生, Kōda Shōsei) (ولد 29 نوفمبر 1979 - توفي 29 أكتوبر 2004) هو مواطن ياباني تم اختطافه وقتله بالعراق من قبل جماعة الزرقاوي، وكان كودا يقوم بجوله في البلاد. كودا هو أول مواطن ياباني يتم قطع رأسه في العراق.